# Юсупов, Пулат Юнусович
Пулат Юнусович Юсупов — советский хозяйственный, государственный и политический деятель.

## Биография
Родился в 1936 году. Член КПСС.
С 1960 года — на хозяйственной, общественной и политической работе. В 1960—1987 гг. — инструктор, зам. завотделом комсомольских организаций Ташкентского обкома комсомола, инструктор, заместитель завотделом, заведующий сельскохозяйственным отделом Ташкентского обкома партии, инструктор ЦК ҚП Узбекистана, первый секретарь
Бостанлыкского, Орджоникидзевского райкомов партии, председатель исполкома Ташкентского областного Совета народных депутатов, первый секретарь Чирчикского горкома КП Узбекистана, министр лесного хозяйства Узбекской ССР.
Избирался депутатом Верховного Совета Узбекской ССР 9-го, 10-го и 11-го созывов.
Делегат XXV съезда КПСС.